# Richmond Boakye
Richmond Yiadom Boakye (Accra, 1993. január 28.) ghánai válogatott labdarúgó.

## Pályafutása

### Klubcsapatokban
Boakye 2008-ban került Európába, mikor egy utánpótlástornán a Genoa CFC csapata figyelt fel rá, amely szerződtette is őt ificsapatába. Boakye 2010. április 3.-án debütált a Serie A-ban, és első meccsén az ő góljával ért el döntetlen eredményt a genovai csapat a Livorno ellen. Boakye eddig számos olasz csapatban megfordult (Genoa,  Sassuolo, Juventus, Atalanta, Latina Calcio), valamint szerepelt kölcsönben spanyol (Elche), holland (Roda) és szerb (Crvena zvezda) csapatoknál is.

### Válogatottban
Boakye 2011 és 2013 között képviselte a ghánai U20-as labdarúgó-válogatottat, amelynek színeiben szerepelt a 2011-es U20-as Afrikai nemzetek kupáján, valamint tagja volt a 2013-ban az U20-as világbajnokságon bronzérmet szerző csapatnak is. A felnőtt válogatottban 2012. augusztus 15.-én debütált egy kínai válogatott elleni mérkőzésen. Boakye tagja volt a 2013-as afrikai nemzetek kupáján negyedik helyet szerző ghánai válogatottnak is.

### Mérkőzései a ghánai válogatottban
| #   | Dátum                | Ellenfél              | Eredmény | Kiírás              | Esemény    |
| --- | -------------------- | --------------------- | -------- | ------------------- | ---------- |
| 1.  | 2012. augusztus 15.  | Kína                  | 1 – 1    | barátságos mérkőzés | 67' 80'    |
| 2.  | 2012. szeptember 11. | Libéria               | 0 – 2    | barátságos mérkőzés | 46'        |
| 3.  | 2012. november 14.   | Zöld-foki Köztársaság | 1 – 0    | barátságos mérkőzés | becserélve |
| 4.  | 2013. január 10.     | Egyiptom              | 3 – 0    | barátságos mérkőzés | 46' 54'    |
| 5.  | 2013. január 13.     | Tunézia               | 4 – 2    | barátságos mérkőzés | 46'        |
| 6.  | 2013. június 7.      | Szudán                | 3 – 1    | Vb-selejtező        | 61'        |
| 7.  | 2013. június 16.     | Lesotho               | 2 – 0    | Vb-selejtező        |            |
| 8.  | 2015. március 28.    | Szenegál              | 1 – 2    | barátságos mérkőzés | 80' 84'    |
| 9.  | 2015. március 31.    | Mali                  | 1 – 1    | barátságos mérkőzés | 69' 81'    |
| 10. | 2015. szeptember 1.  | Kongó                 | 3 – 2    | barátságos mérkőzés | 19' 68'    |
| 11. | 2015. szeptember 5.  | Ruanda                | 1 – 0    | ANK-selejtező       | 61'        |

## Sikerei, díjai
- Juventus FC
  - Olasz szuperkupa győztes: 2013
- US Sassuolo
  - Serie B bajnok: 2012-13
- Ghána U20
  - U20-as labdarúgó-világbajnokság bronzérmes: 2013